# Axel Oxenstierna (1823–1875)
Axel Ture Gabriel Oxenstierna, född den 21 mars 1823 på Åda i Vagnhärads socken, Södermanland, död den 15 november 1875 i Stockholm, var en svensk greve och kabinettskammarherre.

## Biografi
Oxenstierna blev student vid Uppsala universitet den 10 juni 1841. År 1845 avlade han kansliexamen och blev samma år extra ordinarie kanslist i Civildepartementets kammarexpedition. Den 12 mars 1847 blev han extra ordinarie amanuens i Riksarkivet och några år senare, den 23 augusti 1853 utnämndes han till andreamanuens vid Riksarkivet. År 1854 blev han amanuens hos Kungliga Samfundet för utgivande av handskrifter rörande Skandinaviens historia (SkS). Samfundet är en kunglig akademi och bildades som en kommitté 1815 på initiativ av handskriftssamlaren och förfalskaren Adolf Ludvig Stierneld. Stadgarna fastställdes 1821 av Karl XIV Johan.
Oxenstierna blev förste amanuens i Riksarkivet den 18 februari 1859 och blev därpå bibliotekarie hos kronprinsen den 1 mars samma år. Den 3 maj 1862 blev han registrator vid Kungl. Maj:ts Orden (KMO) och Riddare av Nordstjärneorden (RNO) och RRS:tAO3kl samma år den 8 november. Oxenstierna blev aktuarie vid riksarkivets administrativa avdelning den 11 augusti 1865 och samma år den 20 oktober blev han kabinettskammarherre. Från registratorstjänsten vid Kungl. Maj:ts Orden fick han avsked den 3 juni 1868.

### Gårdsägare

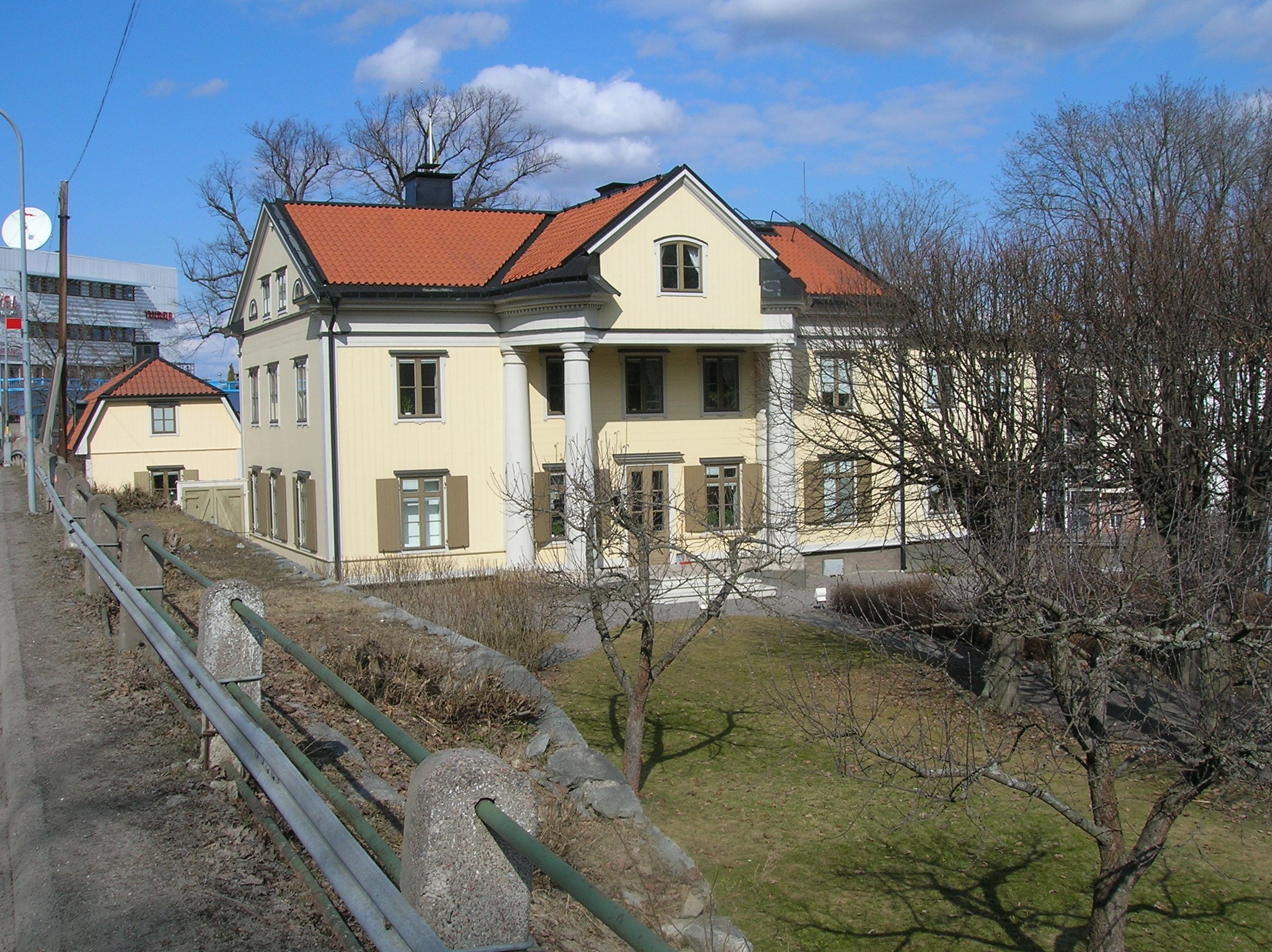
Mariehälls gård i Bromma.

Han innehade såsom fideikommiss Värnbergs herrgård utanför Norrtälje i Roslags-Bro socken i Uppland. Redan 1797 gjordes Värnbergs herrgård till fideikommiss inom släkten Oxenstierna. Den äldre mangårdsbyggnaden på godset Värnberg, som var från 1600-talet, ersattes 1955 av en modern mangårdsbyggnad, men dess källare och grund finns ännu kvar. En flygelbyggnad uppförd 1802–1803 genomgick ombyggnad 1910, men brann ned 1954. 
År 1870 köpte Oxenstierna Mariehälls gård i Bromma i Västerort utanför Stockholm. Gården ligger inom nuvarande stadsdelen Mariehäll vid Mariehällsvägen strax intill Bällsta bro precis i kanten till Ulvsunda-Mariehälls industriområde. Vid Bällsta bro mellan Sundbyberg och Mariehäll rinner Bällstaån ut i Bällstaviken, som är en vik i Ulvsundasjön, som i sin tur är en del av Mälaren.
Mariehälls gård såldes 1862 till godsägaren Anders Petter Löfström, grundare av staden Sundbyberg. Han ägde gården 1862–1863. Löfström med familj flyttade 1862 till Mariehäll, som Löfström hade köpt samma år. 1864 arrenderade han och 1869 köpte han Sundbybergs gård med Duvbo. Han ägde eller arrenderade dessutom egendomarna Beckomberga, Råcksta, en gård i Flysta, delar av Huvudsta samt ett antal gårdar på andra platser i Sverige. Redan året efter köpet av Mariehälls gård, 1870, avyttrade Löfström Mariehälls gård till kabinettskammarherren greve Axel Ture Gabriel Oxenstierna, som var arkivarie hos kungen. Löfström fortsatte dock att sköta Mariehälls stora jordbruk på arrende, också sedan han blivit ägare av Sundbybergs gård. Oxenstierna var ägare av Mariehälls gård åren 1863–1875.
Oxenstierna ägde även Värnbergs herrgård i Roslags-Bro socken utanför Norrtälje, men Mariehäll förblev hans sommarställe till hans död 1875. Åren 1875–1876 ägdes gården av hans arvingar. Den gamla gården upplevde under denna period en sista storhetstid. Corps-de-logiet, det vill säga manbyggnaden, tillbyggdes på gaveln med en veranda i schweizisk stil och nya byggnader uppfördes. Över trädgården med dess växthus, orangeri och fågelhus härskade gårdens trädgårdsmästare Johan Erik Blomberg, som under vinterhalvåret, när familjen Oxenstierna bodde i Stockholm, fick flytta in i huvudbyggnaden. Utvecklingen efter Oxenstiernas död var en successiv omvandling av Mariehälls ägor till industrimark och arbetarförstad.

### Familjeförhållanden och barn

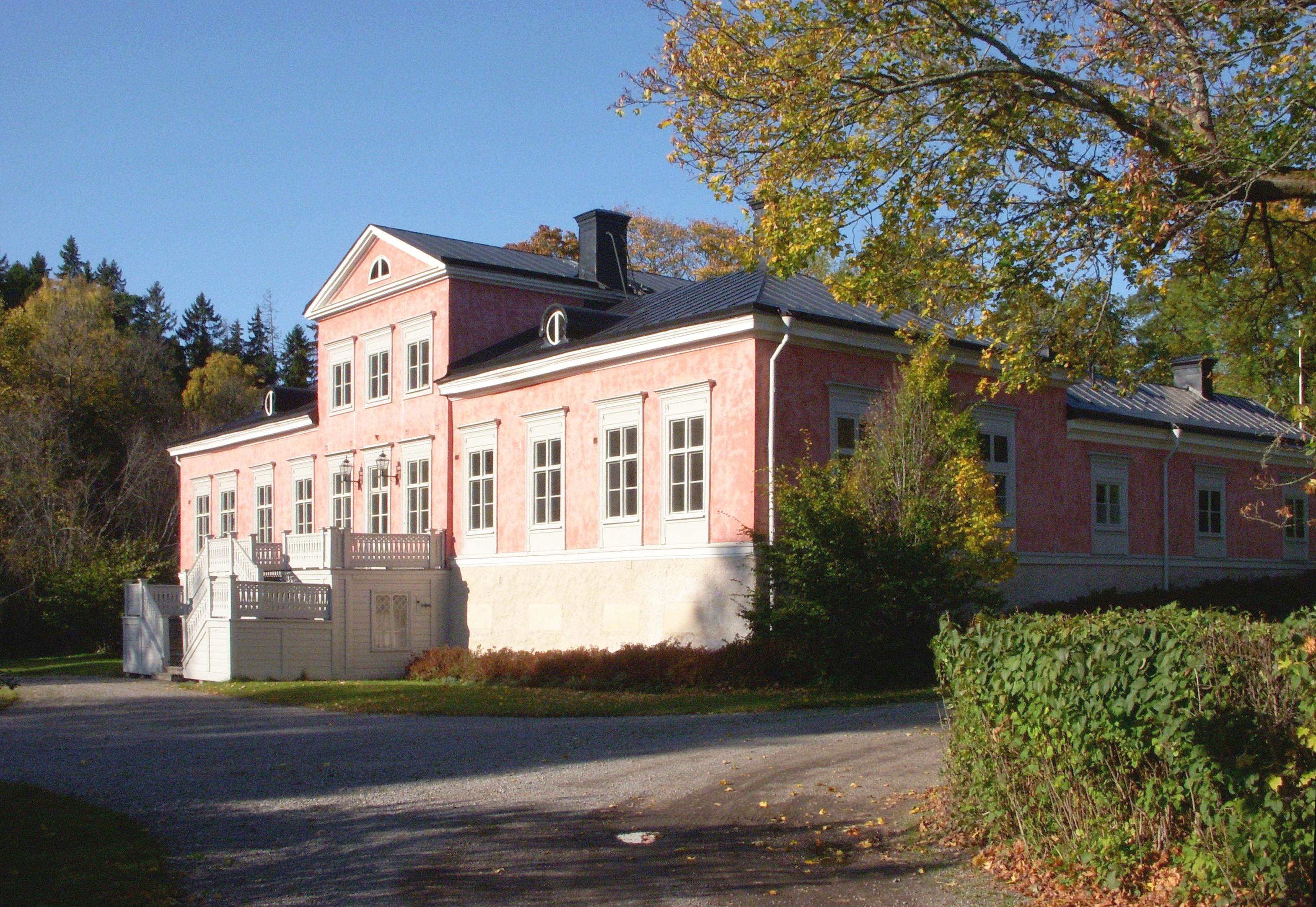
Villa Beylon i Ulriksdals slottspark.

Axel var son till Erik Johan Gabriel Oxenstierna (1790–1843) och grevinnan Eva Fredrika Bielke (1796–1863). Han var bror till Sofia Albertina Charlotta Maria Gabriella Oxenstierna, född 12 juli 1821 på Åda gård, död ogift 30 juni 1864 i Stockholm.
Axel Ture Gabriel Oxenstierna gifte sig den 10 december 1857 på Villa Beylon vid Ulriksdals slottspark i nuvarande Solna kommun med Henrika Carolina Charlotta (Lotten) Gyllenhaal, född den 16 juni 1826 i Uppsala, död den 9 januari 1915 i Hedvig Eleonora församling i Stockholm, dotter till av statsrådet och generaltulldirektören Carl Henrik Gyllenhaal, friherre Gyllenhaal, och hans första fru, friherrinnan Hedvig Charlotta Rudbeck.
Barn: 
- Erik Carl Gabriel Oxenstierna (1859–1913), militär.
- Gustaf Gabriel Oxenstierna, född 7 september 1862 i Stockholm, död 2 mars 1882 i Neapel.
- Eva Beata Gabriella Oxenstierna, född 26 januari 1864 i Stockholm, död 10 april 1949 i Lovö församling, Stockholm. Hon gifte sig 4 januari 1889 i Uppsala domkyrka med häradshövdingen Axel Gabriel Adam Reuterskiöld, född 1863.
- Bengt Gabriel Oxenstierna (1866–1935), präst